# ボビー・モイニハン
ロバート・マイケル・“ボビー”・モイニハンJr.（Robert Michael "Bobby" Moynihan, Jr., 1977年1月31日 - ）は、アメリカ合衆国の俳優、声優、コメディアンである。日本では「ボビー・モナハン」と表記されることもある。

## 来歴
ニューヨーク州イーストチェスターにて生まれ育ち、地元の高校を経て、1999年にコネチカット大学を美術学士の称号を得て卒業した。
『サタデー・ナイト・ライブ』のキャストメンバーに加わるまでの約10年間は、インターネット上のコメディグループに参加したり、ラジオ局のキャンペーンコマーシャルに出演したりしていた。2006年からは『レイト・ナイト・ウィズ・コナン・オブライエン』のスケッチコーナーでレギュラーを務めた。
2008年の夏、ローン・マイケルズが設立し、『サタデー・ナイト・ライブ』のレギュラー陣が脚本・出演を務めたインターネットでの動画配信プロジェクト「ザ・ライン」に参加したことがきっかけで同番組のレギュラー陣と知り合う。2008年から同番組の準レギュラーに起用され、2010年からはレギュラーに昇格して数々のスケッチに出演したが、第42シーズン最終回の2017年5月20日をもって番組を降板した。

## 主な出演作品

### 映画
| 公開年 | タイトル                                                        | 役割                     | 備考     |
| ------ | --------------------------------------------------------------- | ------------------------ | -------- |
| 2009   | ウソから始まる恋と仕事の成功術 The Invention of Lying           | アシスタント             |          |
| 2010   | みんな私に恋をする When in Rome                                 | ブック                   |          |
| 2012   | リベンジ・フォー・ジョリー 愛犬のために撃て! Revenge for Jolly! | ボビー                   |          |
| 2013   | アダルトボーイズ遊遊白書 Grown Ups 2                            | 男性チアリーダー         |          |
| 2013   | モンスターズ・ユニバーシティ Monsters University                | チェット・アレキサンダー | 声の出演 |
| 2014   | ANNIE/アニー Annie                                              | バーの男性               |          |
| 2015   | テッド2 Ted 2                                                   | 本人                     |          |
| 2015   | インサイド・ヘッド Inside Out                                   | 記憶消し                 | 声の出演 |
| 2016   | ペット The Secret Life of Pets                                  | メル                     | 声の出演 |
| 2017   | ザ・ブック・オブ・ヘンリー The Book of Henry                    | ジョン                   |          |
| 2017   | キリング・ガンサー Killing Gunther                              | Donnie                   |          |
| 2024   | ブルー きみは大丈夫 IF                                          | ジェレミー               |          |
| 2024   | インサイド・ヘッド2 Inside Out 2                                | 記憶消しボビー           | 声の出演 |
| 2025   | 真心を込めて招待します You're Cordially Invited                 | 本人                     |          |
| 2025   | Fixed                                                           | Lucky                    | 声の出演 |
| 2026   | Hoppers                                                         | King George              | 声の出演 |

### テレビシリーズ
| 放映年    | 邦題 原題                                                                           | 役名                             | 備考                            |
| --------- | ----------------------------------------------------------------------------------- | -------------------------------- | ------------------------------- |
| 2006-2008 | レイト・ナイト・ウィズ・コナン・オブライエン Late Night with Conan O'Brien          |                                  |                                 |
| 2008-2017 | サタデー・ナイト・ライブ Saturday Night Live                                        |                                  | キャストメンバー、193エピソード |
| 2012      | 30 ROCK/サーティー・ロック 30 Rock                                                  | スチュワート・デア               | 1エピソード                     |
| 2012      | GIRLS/ガールズ Girls                                                                | サード                           | 1エピソード                     |
| 2013      | セサミストリート Sesame Street                                                      | アヒルの男                       | 1エピソード                     |
| 2013      | アクア・ティーン・ハンガー・フォース Aqua Teen Hunger Force                         | ザーフォニアス                   | 1エピソード、声の出演           |
| 2014-2016 | ジェイクとネバーランドのかいぞくたち Jake and the Never Land Pirates                | カブトガニ                       | 1エピソード、声の出演           |
| 2015-     | ぼくらベアベアーズ We Bare Bears                                                    | パンダ / 蜘蛛                    | 67エピソード、声の出演          |
| 2015      | ザ・シンプソンズ The Simpsons                                                       | タイラー・ブーム                 | 1エピソード、声の出演           |
| 2017      | ディセンダント2 Descendants 2                                                       | デュード                         | テレビ映画、声の出演            |
| 2017-2021 | ダックテイルズ DuckTales                                                            | ルーイ                           | メインキャスト、声の出演        |
| 2024      | モンスターズ・ワーク Monsters at Work                                               | チェット・アレキサンダー         | メインキャスト、声の出演        |
| 2024      | LEGO スター・ウォーズ/リビルド・ザ・ギャラクシー Lego Star Wars: Rebuild the Galaxy | ジェダイ・ボブ                   | メインキャスト、声の出演        |
| 2024-2025 | NCIS: オリジンズ NCIS: Origins                                                      | ウッドロウ・"ウッディ"・ブラウン | メインキャスト                  |
| 2025      | 銀河系でイケてる病院 The Second Best Hospital in the Galaxy                         | TBA                              | 声の出演                        |